# Meteorologia de mesoescala
A Meteorologia de mesoescala ou Mesometeorologia é o estudo de fenômenos atmosféricos menores que a escala sinótica porém, maiores que a microescala. Dimensões horizontais geralmente oscilam de um a centenas de quilômetros. Exemplos de fenômenos de mesoescala são as brisas marítima/terrestre e vale/montanha, e os sistemas convectivos de mesoescala (incluindo os complexos convectivos de mesoescala e as linhas de instabilidade).